# 定恵法親王
定恵法親王（じょうえほっしんのう、保元2年（1157年）- 建久7年4月18日（1196年5月17日））は、平安時代末期から鎌倉時代初期にかけての皇族・僧侶。後白河天皇の第五皇子。母は平信重の娘。通称は平等院宮・法輪院宮。

## 経歴
仁安元年（1166年）、道恵法親王の下で出家し、権少僧都・権僧正を経て寿永2年（1184年）に四天王寺別当になる。建久元年（1190年）、親王宣下を受けて、園城寺長吏に任じられる。建久7年（1196年）に在職中に死去。